# NGC 7443
NGC 7443 (również PGC 70218) – galaktyka spiralna (S0-a), znajdująca się w gwiazdozbiorze Wodnika. Odkrył ją William Herschel 3 października 1785 roku.